# Freibergi Dietrich
Freibergi Dietrich (latinul: Theodoricus Teutonicus de Vriberg), (Freiberg, 1240/1245 körül – ?, 1318/1320 körül) középkori német filozófus, teológus, és természettudós.
Valószínűleg a szászországi Freiberg domonkos-kolostorában tanult, ahonnan 1276-ban Párizsba küldték továbbtanulni. Nézeteire az újplatonista Proklosz művei gyakoroltak jelentős hatást. Sok teológiai, filozófiai, és természettudományos mű maradt fenn utána:
- De intellectu et intelligibili
- De habitibus
- De ente et essentia
- De iride et radialibus impressionibus
- De tempore
- De mensuris durationis
- De origine rerum praedicamentalium
- De quidditatibus entium
- De luce et eius origine
- De intelligentiis et motibus caelorum
- De universitate entium
- De causis
- De efficitentia Dei
- De theologia, qoud est scientia secundum perfectam rationem scientiae
- De tribus difficilibus articulis

## Bővebb irodalom
- Étienne Gilson: A középkori filozófia története. Budapest: Kairosz Kiadó. 2015.  ISBN 9789636627850 , 552–557. o.